# Neopaganismo celta

A Tríscele é um dos principais símbolos do reconstrucionismo celta.

O neopaganismo celta refere-se ao Paganismo Contemporâneo ou movimentos politeístas contemporâneos com base no politeísmo celta.

## Tipos de neopaganismo celta
- Paganismo reconstrucionista celta (CR) – reconstrucionismo politeísta celta.
- Neoxamanismo celta – um tipo de neoxamanismo baseado no "xamanismo core" de Michael Harner; proponentes incluem John e Caitlin Matthews.[2]
- Wicca celta – um frouxo sincretismo de Wicca e mitologia celta.
- Fé fádica – um tipo que foca na existência de fadas.
- Neodruidismo, que cresceu com a renascença céltica no Romantismo do século XVIII.
  - Ár nDraíocht Féin (ADF), formada em 1983
  - Igreja da Ligação Universal
  - Ordem dos Bardos, Ovates e Druidas (OBOD), formada em 1964
  - Druidas Reformados da América do Norte (RDNA), formada em 1963
  - The Druid Network, a primeira organização pagã contemporânea a ser reconhecida como uma instituição de caridade no Reino Unido[3]
  - A Ordem Druida, formada por volta de 1910, mas reivindica suas origens antes de 1717

### Paganismo reconstrucionista celta
O paganismo reconstrucionista celta é um termo genérico para as tradições reconstrucionistas politeístas que são baseadas em uma das culturas específicas dos povos de língua celta (como os politeístas gaélicos ou os reconstrucionistas galeses ou gauleses). Os reconstrucionistas celtas se esforçam para praticar uma tradição historicamente exata e autêntica, baseada no folclore e tradições que vivem nas nações celtas e na diáspora, bem como fontes primárias nas línguas celtas. Eles rejeitam o ecletismo e apropriação cultural da mais ampla comunidade neopagã.

### Neoxamanismo celta
O neoxamanismo celta é uma tradição espiritual moderna, que combina elementos da mitologia e lenda celtas com o xamanismo core de Michael Harner. Os proponentes do xamanismo celta acreditam que suas práticas permitem uma conexão espiritual mais profunda para aqueles com uma herança do norte da Europa. Autores tais como Jenny Blain têm argumentado que o "Xamanismo Celta" é uma "construção" e um "conceito histórico".

### Wicca celta
A Wicca celta é uma tradição moderna da Wicca que incorpora alguns elementos da mitologia celta. Ele emprega a mesma teologia básica, rituais, e crenças como a maioria das outras formas de Wicca. Os wiccanos celtas usam os nomes de deidades, figuras mitológicas e festivais sazonais celtas dentro de uma estrutura e sistema de rituais e crenças wiccanas, em vez de uma historicamente celta.

### Neodruidismo
O neodruidismo é uma forma moderna de espiritualidade ou religião, que geralmente promove a harmonia e adoração da natureza. Muitas formas de druidismo moderno são de religiões neopagãs, enquanto outras são em vez vistas como filosofias que não são necessariamente de natureza religiosa. Provenientes do movimento romântico do século XVIII na Inglaterra, que glorificavam os antigos povos "celtas" da Idade do Ferro, os neodruidas iniciais destinaram-se a imitar os sacerdotes celtas da Idade do Ferro, que também eram conhecidos como duidas. Na época, poucas informações precisas eram conhecidas sobre estes antigos sacerdotes, e o movimento duida moderno não tem ligação com eles, apesar de algumas alegações em contrário feitas por druidas modernos.